# Solidarité française
Ne doit pas être confondu avec Solidarité des Français.

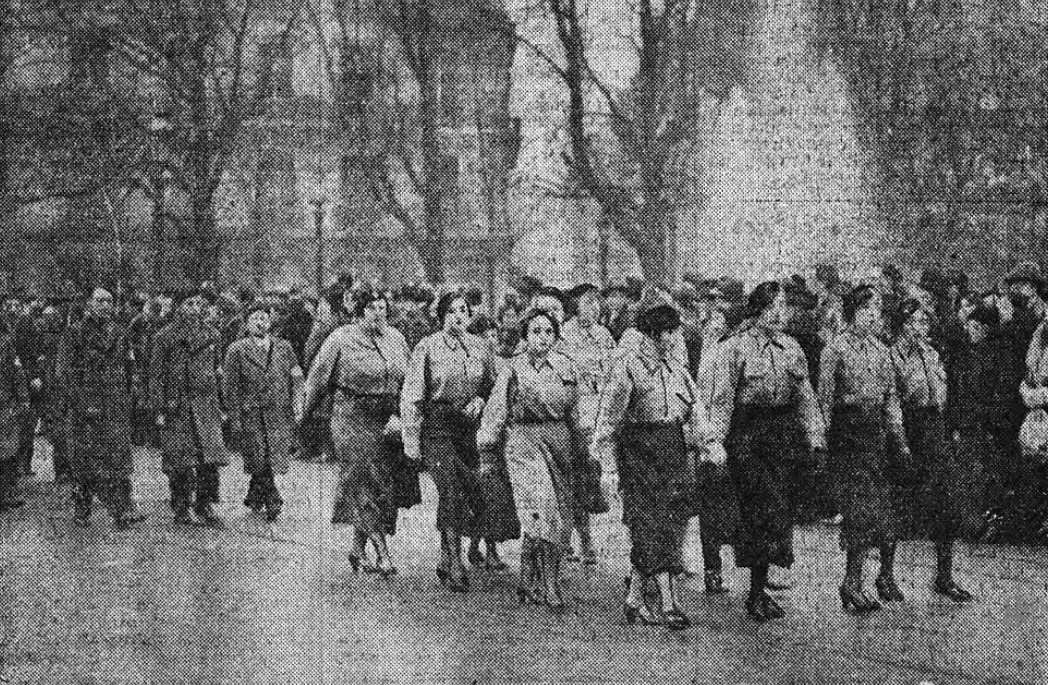
Délégation des dames de la Solidarité française aux obsèques de Jules Lecomte, camelot du roi mortellement blessé lors des émeutes du 6 février 1934.

La Solidarité française (1933-1939) est à la fois  un mouvement contestataire, un parti et une ligue d'extrême droite française des années 1930 qui se radicalise avant d’être dissoute par le gouvernement du Front populaire.

## Contexte économique et politique
À partir de 1931, la France est touchée par la Grande Dépression qui suit le krach boursier de 1929. La crise économique et sociale frappe particulièrement les classes moyennes, soutien traditionnel de la République, le  nombre de chômeurs s'accroit. Le pouvoir se révèle incapable d'apporter des solutions, il réduit les salaires des fonctionnaires de 10 % et augmente les impôts, son budget devient  déficitaire. Les gouvernements se succèdent (six gouvernements de mai 1932 à février 1934), constitués des mêmes hommes de la majorité, tour à tour institués puis discrédités. L'inflation et la politique déflationniste d'Henry Chéron ne rassurent pas la population.
Le régime parlementaire est également discrédité par une succession de scandales politico-financiers auxquels il est mêlé : l'affaire Hanau (Marthe Hanau avait utilisé ses appuis politiques pour attirer puis détourner, les économies des petits épargnants),  l'affaire Oustric qui précipita en 1930 la chute du gouvernement d'André Tardieu, son garde des Sceaux étant mêlé à l’affaire).

## Le mouvement

### Les débuts
La Solidarité française est un mouvement politique  à vocation de rassemblement populaire créé au début du printemps 1933 par François Coty (1874-1934) anticommuniste et industriel parfumeur créateur des parfums Coty, ancien patron du Figaro, propriétaire du quotidien L’Ami du Peuple.  Pour faire face à la montée de la gauche à la chambre, il avait auparavant financé Le Faisceau de Georges Valois dans les années 1920, puis les Croix-de-Feu au début des années 1930. Face à l’incapacité de la classe politique à gérer la crise, il décide de  fonder son propre mouvement politique, tout en confiant sa direction au commandant Jean Renaud, un ancien officier de la Coloniale né à Toulouse en 1880, qui a mené une double carrière, littéraire (auteur de romans, titulaire du grand prix de littérature coloniale en 1931) et militaire, de 1898 à 1931, au verbe haut et coloré, admirateur de l'ordre et de la force virile.
Son programme est publié pour la première fois dans L'Ami du peuple du 24 mars 1933 sous le titre « La réforme de l'État ». Il s'inscrit alors dans la tradition plébiscitaire et bonapartiste, à l'instar des Jeunesses patriotes .

### Les adhérents
Par rapport aux autres groupes, les retraités, les rentiers et les chômeurs (principalement des personnes non qualifiées et des jeunes n'ayant pas terminé leur formation scolaire) c'est-à-dire les couches sociales les plus touchées par la crise et les politiques déflationnistes  sont représentées par un chiffre de 32 %, soit près d'un tiers des militants de Solidarité.
La classe moyenne commerciale et les agriculteurs ont eu la possibilité d'organiser une protestation radicale. Cependant, ces groupes ont choisi Solidarité comme organe politique pour exprimer leur mécontentement.
En considérant les groupes sociaux concernés ; agriculteurs et classe moyenne commerciale : 32 % , fonctionnaires et travailleurs de bas niveau : 25 % , rentiers, retraités, etc. 32 % , il est clair que quelque 93 % des partisans étaient issus des groupes sociaux les plus durement touchés par la crise et les mesures prises par le gouvernement pour y faire face. Au sein de la SF, elles ont trouvé une plate-forme pour leur protestation. Solidarité a tenté de répondre à leurs attentes;  ainsi, elle coopère avec la direction de la Ligue des contribuables ; elle appelle à un nouvel État fondé sur le soutien des paysans, des ouvriers et de la petite bourgeoisie. Des contacts sont établis avec les associations de paysans, une association de protection des petits épargnants est créée. La SF appelle à l'émancipation des classes inférieures par rapport à la gestion politique incompétente de la République et contre des députés corrompus. 
En résumé, la Solidarité française reflétait le manque de représentation adéquate des intérêts socio-économiques des personnes les plus touchées par la crise, les couches socialement plus faibles de la population, déclare l'historien allemand Klaus-Jürgen Müller.

### La  radicalisation

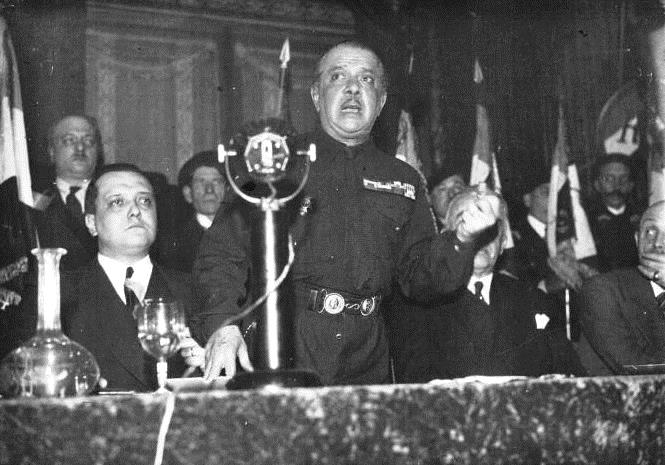
Meeting, salle Wagram : Jean Renaud, président de la Solidarité française.

Après la mort de Coty en 1934, la ligue emprunte l'image du fascisme italien : défilé au pas cadencé, port de l'uniforme - la chemise bleue - et salut « à l'antique ». Ainsi que le thème du corporatisme, développé au sein de la ligue par Louis Mouilleseaux, qui s'en veut le théoricien.
Le discours se radicalise ainsi à partir de 1934, de 1935 surtout, dans un sens antidémocratique ; sa radicalisation est manifeste en 1936. Jean-Renaud finit par revendiquer l'étiquette de « fasciste » en septembre 1937. Pour autant, Jean-Renaud est moins un idéologue qu'un homme d'action démagogue, utilisant les thèmes en vogue à droite et à l'extrême droite dans les années 1930. La radicalisation de la ligue s'explique par la mort de François Coty à l'été 1934  ; Jean-Renaud en devient le seul chef or il imprime la ligue de sa personnalité. 
Elle s'explique aussi par le renouvellement de l'équipe dirigeante, par l'arrivée d'un groupe d'hommes hostiles à la République et tenants de l'activisme, comme Jean-Pierre Maxence, qui rejoint la Solidarité française au début de l'année 1935,, catholique de 29 ans, néo-maurrassien, influencé par l'Action française de Maurras, par Jacques Maritain et par Henri Massis, qui cherche à moderniser les formules de Charles Maurras et qui méprise le conservatisme « bourgeois ». Il est conscient des faiblesses de la ligue (chef médiocre, rivalités de personnes, manque de cadres), mais il espère réorganiser ce mouvement ébranlé par des crises internes. Il prend en charge la structure étudiante de la ligue, la Légion universitaire, et tente d'imiter les étudiants d'Action française. Mais cette structure peine à dépasser la centaine de membres. Il devient ensuite délégué à la propagande, enchaînant les réunions de mai 1935 à avril 1936. Cependant, en conflit ouvert avec Jean Renaud dès la fin de l'année 1935, il est vite marginalisé.
Le Canard enchaîné, puis les adversaires du mouvement, lui attribuèrent le surnom de « Sidilarité française », car le mouvement aurait recruté une partie de ses troupes de choc dans le sous-prolétariat maghrébin.

## L'action aux côtés des autres ligues
La Solidarité française a participé à la manifestation du 6 février 1934 avec les autres ligues d'extrême droite et associations d'anciens combattants : l'Union nationale des combattants (UNC), les Jeunesses patriotes, les Camelots du roi et l'Association républicaine des anciens combattants.
Le 6 février 1934 semble avoir profité à cette organisation, en Lorraine par exemple et plus précisément en Moselle mais les effectifs sont faibles. Le déclin est notable dès la seconde moitié de l'année 1935 et la ligue végète jusqu'en 1936. Ce qui s'explique par le manque d'argent, les dissensions, la personnalité autoritaire de Jean Renaud qui ne supportait pas la contestation - les nombreuses exclusions en témoignent - et la concurrence des autres ligues, les Croix-de-feu notamment, plus dynamiques.
Elle fait partie en 1934-1935 de la coalition souple (du Front national), qui regroupe des mouvements d'extrême droite tels que l'Action française et les Jeunesses patriotes de Pierre Taittinger.

## De la ligue au parti
La Solidarité française est dès l'origine à la fois une ligue et un parti. Elle a changé de nom, depuis le débat sur les ligues de décembre 1935 : Parti de la solidarité française, puis Parti national corporatif en décembre 1935. Elle a présenté trois candidats aux élections législatives de 1936, qui sont tous battus : Jean Renaud, Jean-Pierre Maxence et Louis Mouilleseaux, à Verdun. 
Elle devient officiellement un parti politique avec la dissolution des ligues par décret du 18 juin 1936, par le gouvernement du Front populaire, en application de la loi adoptée six mois plus tôt (et toujours en vigueur). Elle prend le nom de Parti du rassemblement français en juillet 1936 puis devient le Parti du faisceau français en juin 1937. Ses effectifs sont alors très faibles.

## Implantation et analyses
À son apogée, en 1934, la ligue aurait peut-être eu plusieurs dizaines de milliers de membres mais la plupart s'étaient contenté d'adhérer et ne militaient pas.
L'hebdomadaire de la ligue Le Journal de la Solidarité française, à destination des militants, et l'important tirage de L'Ami du peuple, que François Coty, avant sa mort, a tenu à laisser à l'organisation qu'il a fondée, assurent aussi la diffusion de ses idées bien au-delà des adhérents. 
Pour son malheur, son fichier fut vendu par un de ses membres à une organisation de gauche qui l'édita sous le titre Les Ennemis du peuple. On y constate qu'elle trouvait des adhésions dans la petite bourgeoisie et notamment celle de la boutique.
La SF est considérée dans la littérature secondaire pertinente comme un phénomène dont la pauvreté de doctrine et la bruyante violence n'étaient pas non plus compensées par l'adhésion de plusieurs brillants intellectuels, tels que Thierry Maulnier ou Jean-Pierre Maxence, qui avaient trouvé dans le journal à grand tirage de Coty, l'Ami du peuple, un débouché efficace pour leurs idées politiques. Par ailleurs, les avis des spécialistes sont partagés quant à l'évaluation de ce groupe ; certains chercheurs considèrent la SF comme une manifestation classique du fascisme français (Pierre Milza), tandis que d'autres (Jean Pluymène, René Rémond, Philippe Machefer) y voient une ligue classique  qui se contente de se draper des apparences du fascisme (uniformes, rituels, culte du leader).